# Metelevka
Metelevka (en georgiano: მეტელევკა) o Birtsja (en abjasio: Бирцха) es una aldea que pertenece a la parcialmente reconocida República de Abjasia, parte del distrito de Gulripshi, aunque de iure pertenece al municipio de Gulripshi de la República Autónoma de Abjasia de Georgia.

## Geografía
Metelevka se encuentra en las estribaciones de los montes de Abjasia, en el valle del río Kelasuri. La aldea se encuentra a 37 km de Gulripshi y se administra desde el pueblo de Tsebelda. 